# Umbaspis regularis
Umbaspis regularis är en insektsart som först beskrevs av Robert Newstead 1911.  Umbaspis regularis ingår i släktet Umbaspis och familjen pansarsköldlöss. Utöver nominatformen finns också underarten U. r. brasiliensis.